# Stourbridge
Stourbridge är en ort i distriktet Dudley, Storbritannien. Den ligger i grevskapet West Midlands och riksdelen England, i den södra delen av landet, 170 km nordväst om huvudstaden London. Stourbridge ligger 86 meter över havet och antalet invånare är 56 284.
Terrängen runt Stourbridge är platt. Runt Stourbridge är det mycket tätbefolkat, med 1 886 invånare per kvadratkilometer. Närmaste större samhälle är Birmingham, 16,7 km öster om Stourbridge. Runt Stourbridge är det i huvudsak tätbebyggt.